# Loeches
Loeches é um município da Espanha na província e comunidade autónoma de Madrid, de área 44,1 km² com população de 5767 habitantes (2007) e densidade populacional de 96,96 hab/km².

## Demografia
| Variação demográfica do município entre 1991 e 2004 | Variação demográfica do município entre 1991 e 2004 | Variação demográfica do município entre 1991 e 2004 | Variação demográfica do município entre 1991 e 2004 |
| --------------------------------------------------- | --------------------------------------------------- | --------------------------------------------------- | --------------------------------------------------- |
| 1991                                                | 1996                                                | 2001                                                | 2004                                                |
| 2238                                                | 2672                                                | 3295                                                | 4275                                                |